# ایلکترا لبل
ایلکترا لبل (انگلیسی: Ilektra Lebl؛ زادهٔ ۱۲ فوریهٔ ۱۹۹۹) شناگر زن اهل یونان است.